# Domenico Bertacchi
Domenico Bertacchi (Camporgiano, ... – Ferrara, 1596) fu medico personale del duca Alfonso II d'Este e professore nelle Università di Genova e Ferrara.
Personalità molto nota del Cinquecento garfagnino, Anselmo Micotti ed altri storici locali lo ritenevano medico eccellente, ed effettivamente il duca di Ferrara, Alfonso II d'Este, lo scelse quale medico personale. Fu sicuramente uno dei maggiori rappresentanti della famiglia Bertacchi, che con lui entrò nelle grazie della famiglia d'Este.

## La famiglia
Domenico nacque a Camporgiano, in Garfagnana, nella famiglia dei conti Bertacchi, come lui stesso lo scrisse nella sua opera (vedi biografia). Era figlio di Battista e fratello di Cesare e di Sigismondo, fattori ducali per la Garfagnana, e quindi zio di Pellegrino, vescovo di Modena e di Jacopo Bertacchi, conte di Coriano e Ligonchio. Ebbe tre figli, Lelio, Battista e Giovanni Paolo; il suo nipote Orazio, figlio di Lelio, stette a Castelnuovo di Garfagnana, ivi continuò a rappresentare gli interessi famigliari nella città.

## Biografia
Non si hanno molte notizie della vita di Domenico Bertacchi che lasciò testimonianza della sua eccellenza tramite due opere giunte a noi: De spiritibus libri quatuor e De facultate vitali libri tres. Pubblicate a Venezia nel 1584 e dedicate al duca Alfonso II d'Este, queste opere riflettono le grandi credenze della medicina cinquecentesca italiana, sempre legate alla religione e ancora lontane dalla scienza. Una copia di questa pubblicazione è tuttora conservata presso la Biblioteca nazionale francese a Parigi. Domenico fu professore di medicina all'Università di Genova, poi all'Università del Paradiso, a Ferrara. Morì nel 1596 e fu sepolto nella chiesa ferrarese di Sant'Agata, a pochi passi del palazzo dell'università.